# Deutscher Basketball-Verband
Der Deutsche Basketball-Verband (DBV) war der nationale Basketball-Verband der Deutschen Demokratischen Republik (DDR).

## Institutionelle Entwicklung
Nach dem Ende des NSDAP-Regimes wurde 1948 in Berlin der Deutsche Sportausschuss (DS) gegründet. In dessen Rahmen wurde am 18. Dezember 1950 die Sektion Basketball/Volleyball gebildet, aus welcher am 2. März 1952 wiederum die eigenständige Sektion Basketball hervorging.
Die Sektion Basketball im DS der DDR wurde am 21. Juli 1952 als Mitglied des Weltverbandes FIBA aufgenommen. Mit Stand zum 29. Oktober 1954 konnten bereits 28 Vereine mit einer Sektion Basketball in Ostdeutschland verzeichnet werden, nachdem die russische Besatzungsmacht 1945 weitgehend alle Sportmannschaften aufgrund ihrer unmittelbaren Bindung an die NSDAP aufgelöst hatte.
Bis in die Jahre 1953/1954 fand teilweise noch ein gesamtdeutscher Spielbetrieb statt. Bei der Europameisterschaft der Herren 1953 in Moskau startete sogar eine gesamtdeutsche Auswahl.
Ab dem 19. Oktober 1957 änderte die Sektion Basketball ihren Namen schließlich in Deutscher Basketball-Verband (DBV).
Im Jahr 1957 zählte der DBV 1.648 Mitglieder und 37 Vereine. Diese Zahlen wuchsen bis ins Jahr 1989 auf 14.298 Mitglieder und 241 Vereine.
Im Jahr 1969 führte der Leistungssportbeschluss der SED dazu, dass die Förderung des Basketballsports eingestellt wurde.
Der DBV wurde im Zuge der Umgestaltung der DDR während der Wendejahre am 20. Oktober 1990 mit Wirkung zum 3. November 1990 aufgelöst.

## Führungspersönlichkeiten
Präsidenten
| Name              | Amtszeit  |
| Kurt Millner      | 1952      |
| Günther Heinze    | 1952–1955 |
| Hans-Joachim Otto | 1955–1970 |
| Gerd Hofmann      | 1970–1990 |
| Volkhard Uhlig    | 1990      |

Generalsekretäre
| Name            | Amtszeit      |
| Gerhard Juschka | 1952          |
| Friedrich Mahlo | 1952–1953     |
| Klaus Kerpal    | 1954–1958 (?) |
| Rolf Carlowitz  | 1958 (?)-1974 |
| Ullrich Kummer  | 1974–1990     |

## Spielbetrieb
Der DBV organisierte die Austragung der Deutschen Meisterschaft der DDR. Ab 1953 wurde diese bei den Herren wie auch bei den Damen sowohl im Erwachsenenbereich als auch im Jugendbereich und ab 1956 sogar als Schülerturnier ausgespielt. Daneben gab es verschiedene regionale und lokale Unterligen.
Zusätzlich wurden ab 1955 auch der DBV-Pokal sowie zahlreiche weitere Pokal-Turniere ausgespielt.

## Nationalmannschaften
Der DBV stellte ab 1951 Herren- und Damennationalmannschaften sowohl im Erwachsenenbereich auf als auch im Jugendbereich. Bereits ab 1952 nahmen die Mannschaften an internationalen Wettkämpfen teil.